# Smilodon fatalis californicus
Smilodon fatalis californicus és un gat de dent de sabre maquerodontí. A vegades se'l considera una espècie diferenciada del gènere Smilodon (com a S. californicus), però molt probablement és una subespècie de Smilodon fatalis.
S. f. californicus és el fòssil estatal de Califòrnia i es troba en abundància als pous del Ranxo de la Brea, on quedava atrapat mentre perseguia preses.
Vegeu també Smilodon fatalis, Smilodon gracilis i Smilodon populator.